# Новоселищенское сельское поселение
Новоселищенское се́льское поселе́ние — упразднённое сельское поселение в Ханкайском районе Приморского края.
Административный центр — село Новоселище.

## История
Статус и границы сельского поселения установлены Законом Приморского края от 6 декабря 2004 года № 186-КЗ «О Ханкайском муниципальном районе».
Законом Приморского края от 27 апреля 2015 года № 595-КЗ, Новоселищенское и Камень-Рыболовское сельские поселения преобразованы, путём объединения, в Камень-Рыболовское сельское поселение с административным центром в селе Камень-Рыболов.

## Население
| 2010 | 2011  | 2012  | 2013  | 2014  | 2015  |
| ---- | ----- | ----- | ----- | ----- | ----- |
| 1824 | ↘1818 | ↘1773 | ↘1731 | ↘1660 | ↘1598 |

## Состав сельского поселения
В состав сельского поселения входят пять населённых пунктов:
| № | Населённый пункт | Тип населённого пункта       | Население |
| - | ---------------- | ---------------------------- | --------- |
| 1 | Алексеевка       | село                         | ↘213      |
| 2 | Мельгуновка      | село                         | ↘790      |
| 3 | Морозовка        | железнодорожный разъезд      | ↘6        |
| 4 | Новоселище       | село, административный центр | ↘792      |
| 5 | Удобное          | село                         | ↘23       |

## Местное самоуправление
Администрация
Адрес: 692673, с. Новоселище, ул. Пролетарская, 8. Телефон: 8 (42349) 93-5-30
Глава администрации
- Петров Дмитрий Михайлович